# 1952년 미국 대통령 선거
1952년 미국 대통령 선거는 1952년 11월 4일에 치른 미국의 대통령 선거이다. 미국과 소련 간의 냉전이 가장 심했던 시기 중 하나에 치러졌다. 미국 상원은 공화당 위스콘신주 상원 의원 조셉 매카시가 미국 정부의 공산주의자 스파이 문제로 의회 조사를 의장을 맡아 전국적인 인물이 되었다. 맥카시의 이른바 ‘마녀 사냥’은 나라 전체에 긴장감을 불어넣었고, 2년에 걸친 한국 전쟁에서 손실을 많이 입어 궁지에 몰린 이후 피로감과 연결되어, 대통령 선거에서도 격렬한 싸움의 장이 마련됐다. 현직 대통령으로 민주당의 해리 S. 트루먼은 불출마 결단을 내렸고, 민주당은 대신 일리노이 주지사 애들레이 스티븐슨을 후보로 지명했다. 스티븐슨은 일리노이 지식인으로 유창한 말솜씨로 연설가라는 명성을 가지고 있었다. 공화당은 가장 인기있는 전쟁 영웅 드와이트 D. 아이젠하워로 맞서 압도적인 승리를 거두며, 20년간 지속된 민주당의 백악관 지배를 끝냈다.

## 후보

### 공화당
공화당 후보 지명자

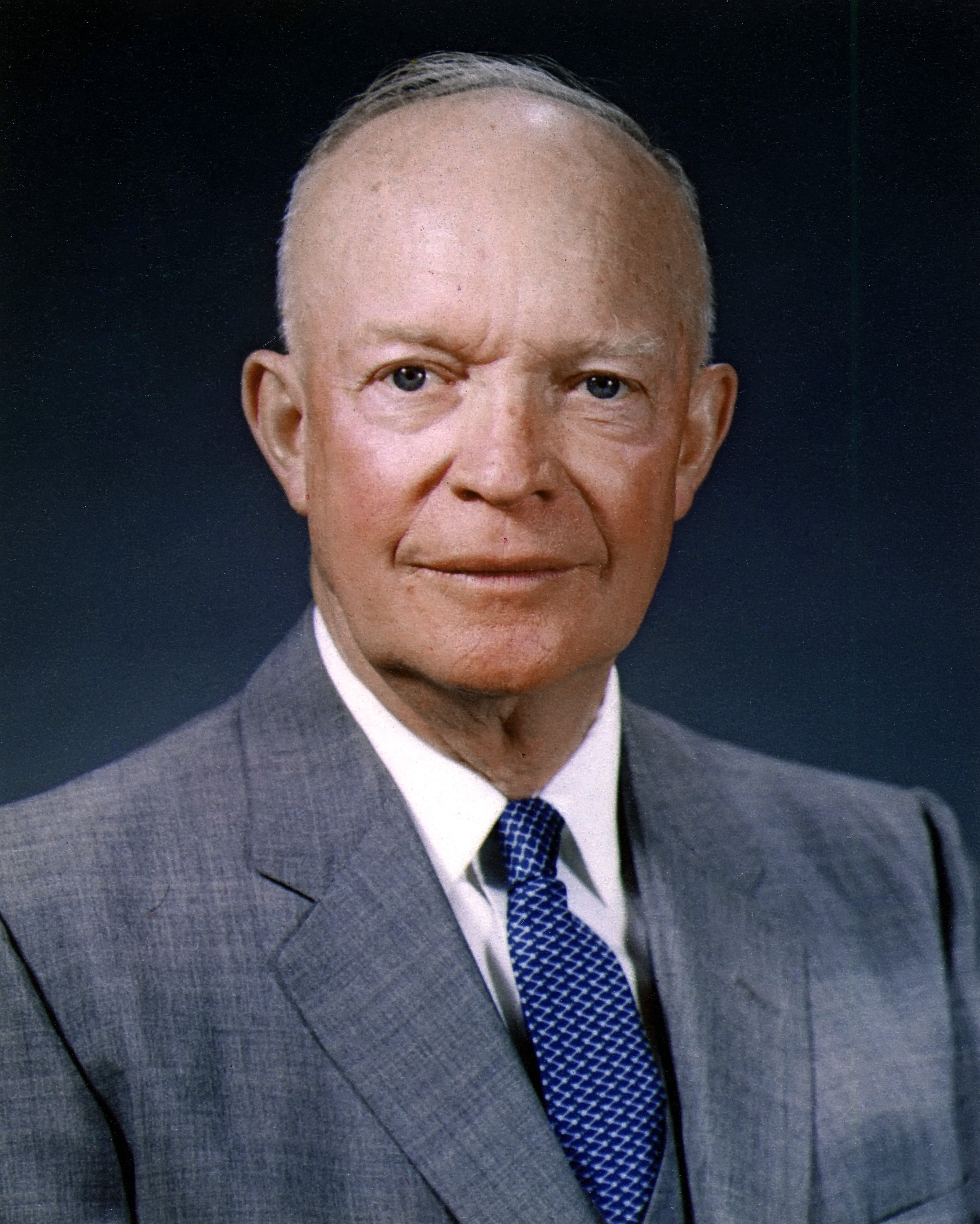
드와이트 D. 아이젠하워, 미국 육군 장군, 캔자스 출신
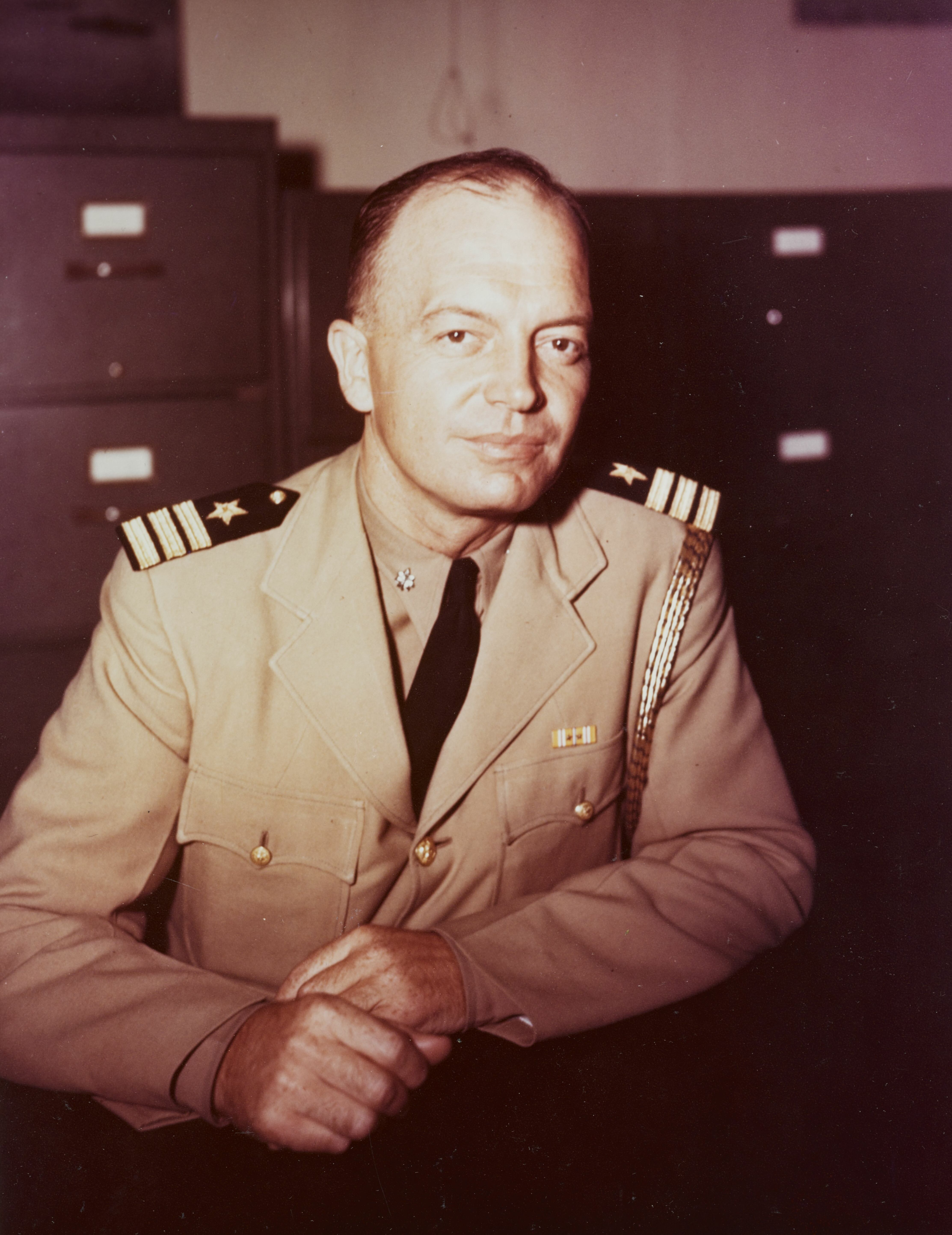
헤롤드 스타센、전미네소타주지사
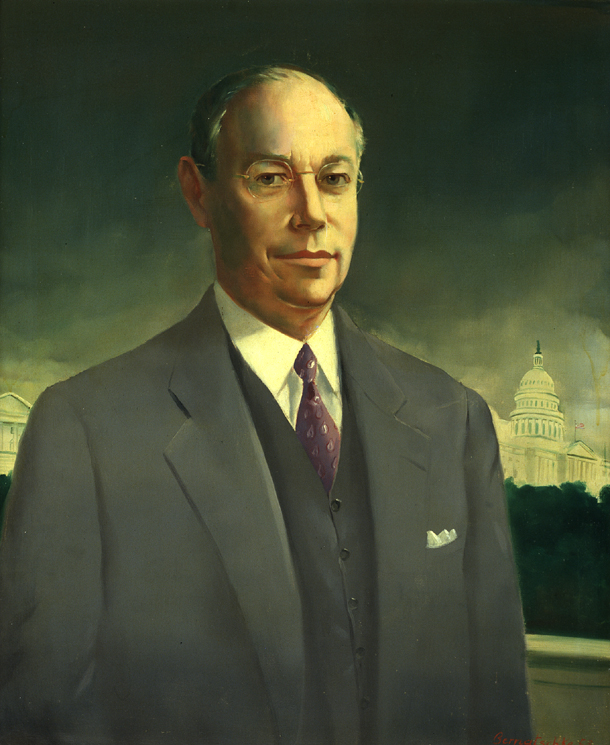
로버트 태프트, 오하이오주 미국 상원의원
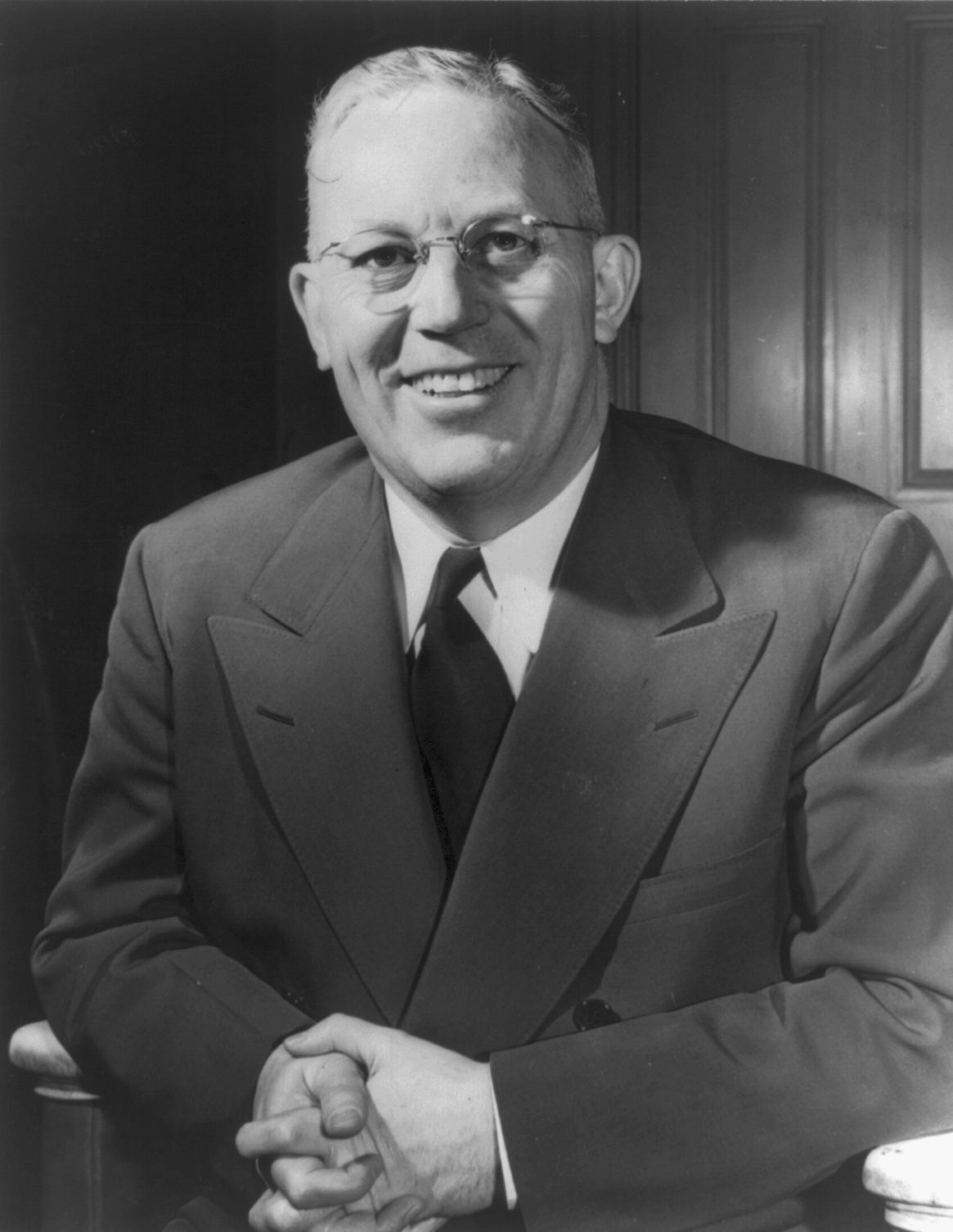
얼 워렌, 캘리포니아주지사

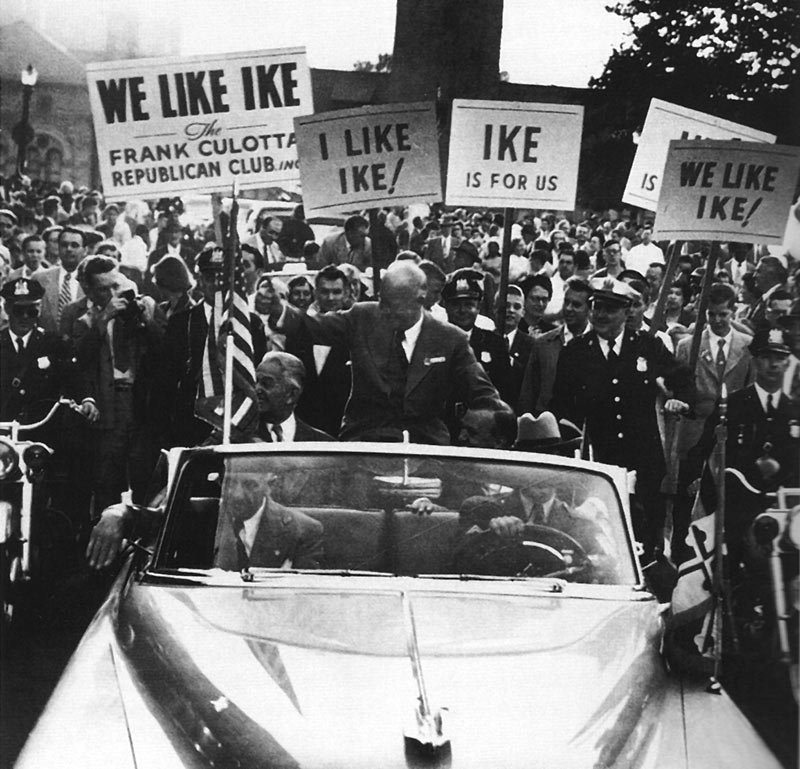
아이젠하워의 선거 운동, 메릴랜드 볼티모어, 1952년 9월

#### 공화당 전당 대회
| 대통령 후보 지명 투표 결과 (1952년 공화당) |              |              |
| 투표 회수                                  | 1（조정 전） | 1（조정 후） |
| 드와이트 D. 아이젠하워                     | 545          | 845          |
| 로버트 태프트                              | 450          | 280          |
| 얼 워런                                    | 181          | 77           |
| 해롤드 스타센                              | 20           | 0            |
| 더글라스 맥아더                            | 10           | 4            |
| 토마스 E. 듀이                             | 1            | 0            |

### 민주당
민주당 지명 후보자

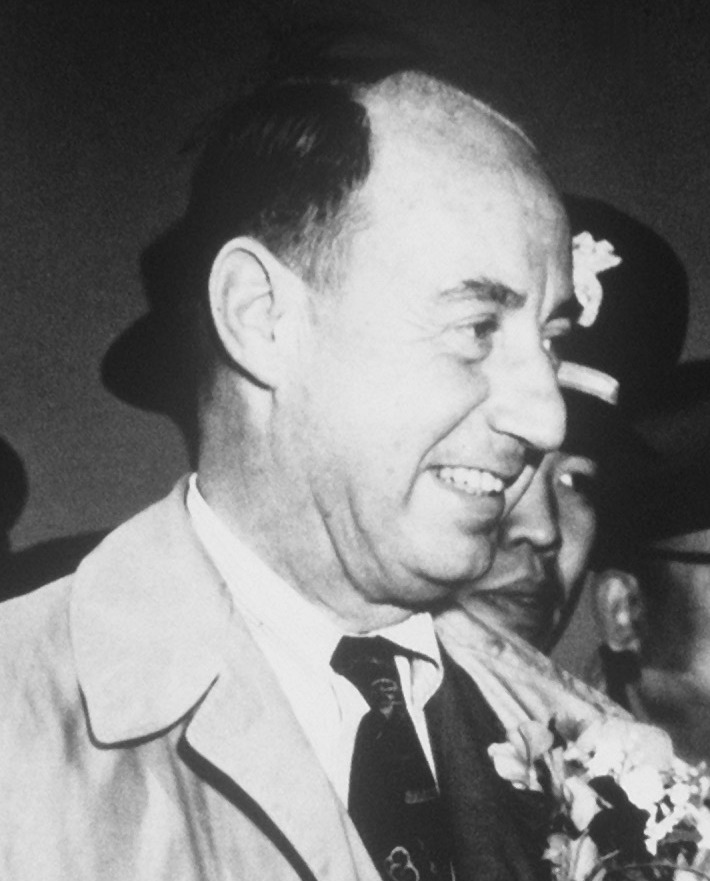
애들레이 스티븐슨, 일리노이주지사
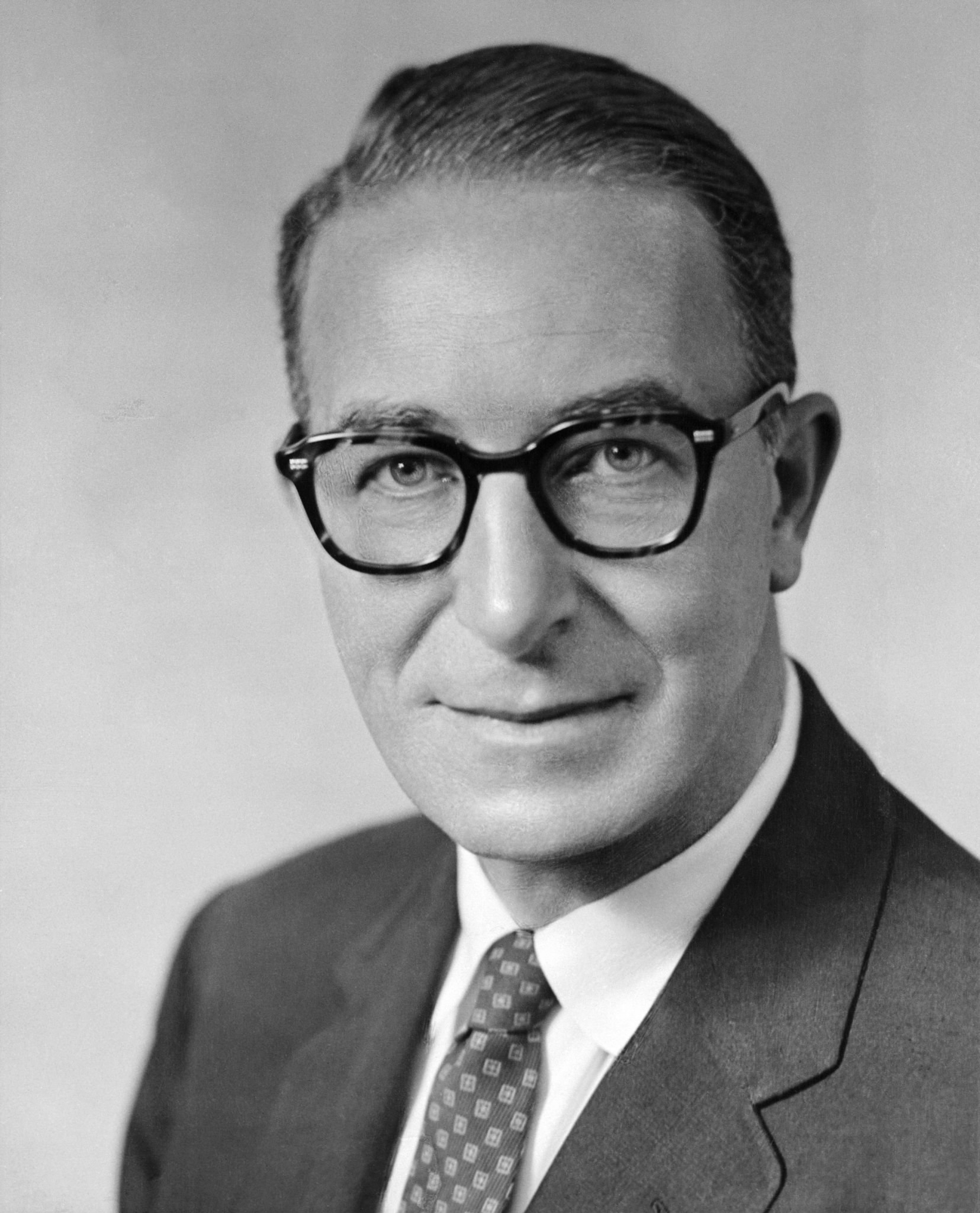
에스테스 키포버, 테네시주선출 미국 상원의원
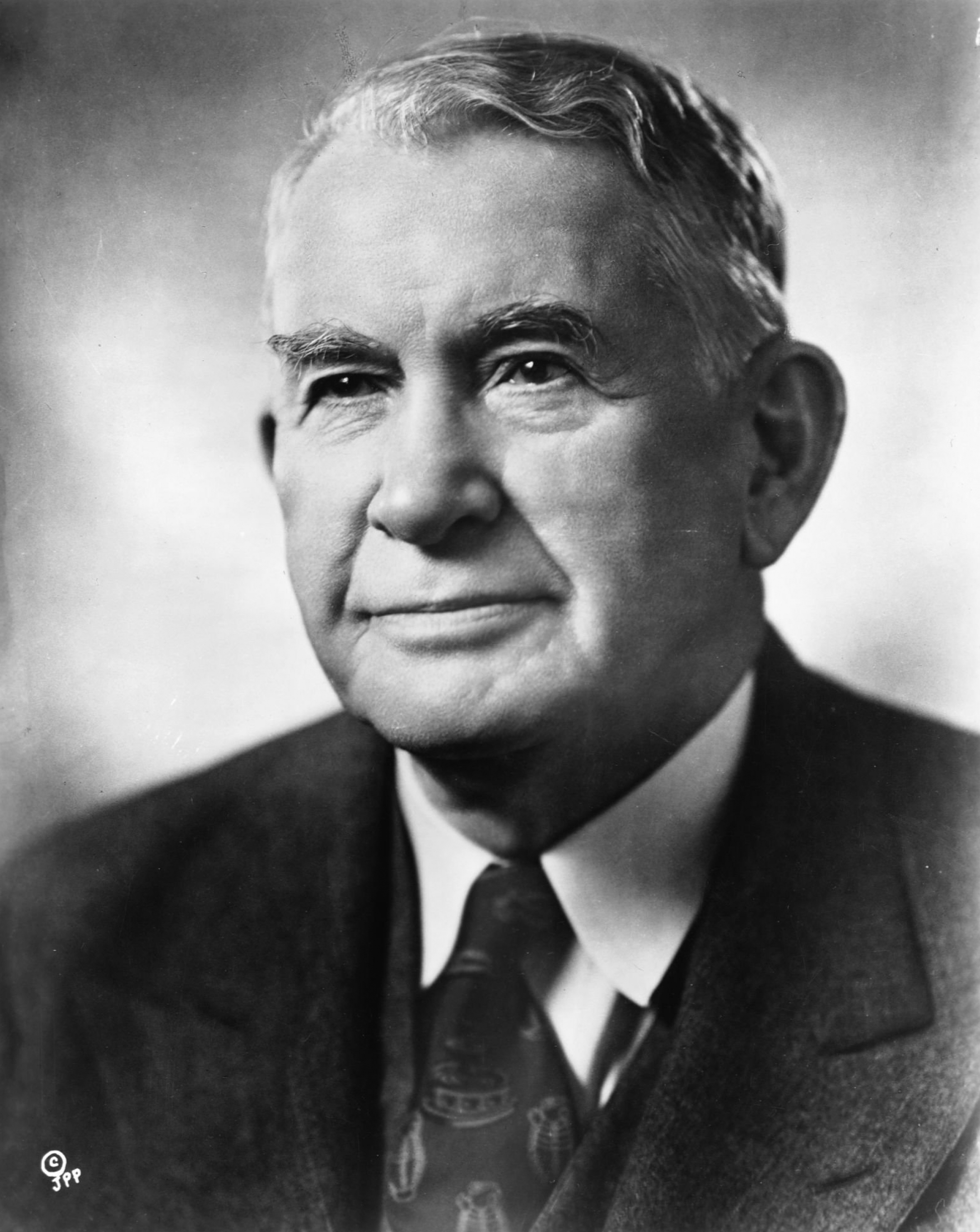
알반 W. 버클리, 현직부통령, 켄터키주 출신
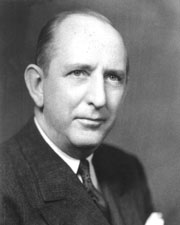
리처드 러셀 주니어, 조지아주 선출 미국 상원의원
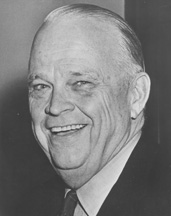
로버트 S. 카, 오클라호마주선출미국 상원의원
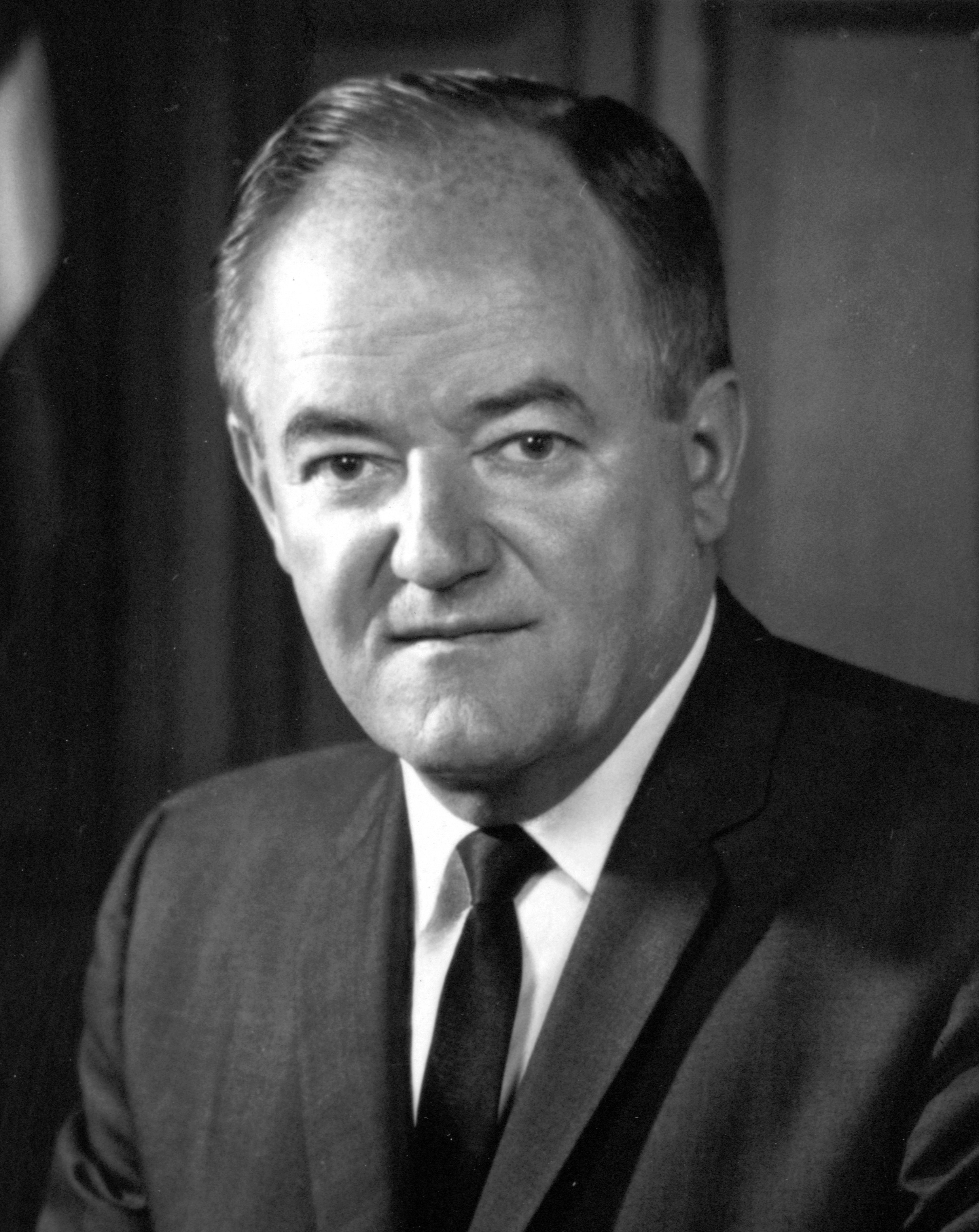
휴버트 H. 험프리, 미네소타주선출미국 상원의원
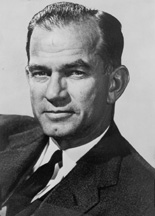
J. 윌리엄 풀 브라이트, 아칸소주선출미국 상원의원
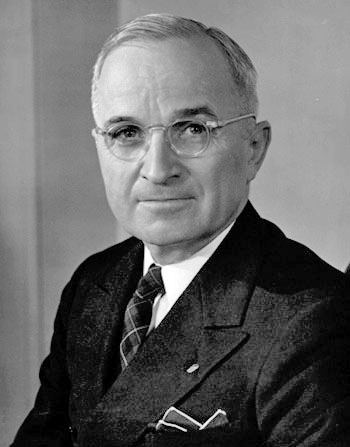
해리 S. 트루먼, 현직 대통령, 미주리주 출신

- 폴 A. 디바, 미주리주 지사

| 대통령 후보 지명 투표 결과 (1952년 민주당) | 대통령 후보 지명 투표 결과 (1952년 민주당) | 대통령 후보 지명 투표 결과 (1952년 민주당) | 대통령 후보 지명 투표 결과 (1952년 민주당) |
| 투표 회수                                  | 1                                          | 2                                          | 3                                          |
| 애들레이 스티븐슨                          | 273                                        | 324.5                                      | 617.5                                      |
| 에스테스 키포버                            | 340                                        | 362.5                                      | 275.5                                      |
| 리처드 러셀 주니어                         | 268                                        | 294                                        | 261                                        |
| W. 애버럴 해리먼                           | 123.5                                      | 121                                        | 0                                          |
| 알반 W. 버클리                             | 48.5                                       | 78.5                                       | 67.5                                       |
| 로버트 S. 카                               | 65                                         | 5.5                                        | 0                                          |
| 폴 A. 디바                                 | 37.5                                       | 30.5                                       | 0.5                                        |
| 허버트 H. 험프리                           | 26                                         | 0                                          | 0                                          |
| J. 윌리엄 풀 브라이트                      | 22                                         | 0                                          | 0                                          |
| 기타                                       | 26.5                                       | 13.5                                       | 8                                          |
| ------------------------------------------ | ------------------------------------------ | ------------------------------------------ | ------------------------------------------ |

## 선거 결과
| 대선 결과                    |              |            |            |               |                          |               |
| 대통령 후보 출신 주          | 정당         | 득표수     | 득표율     | 선거인단 득표 | 부통령 후보 출신 주      | 선거인단 득표 |
| 드와이트 아이젠하워 뉴욕     | 공화당       | 34,075,529 | 55.18%     | 442           | 리차드 닉슨 캘리포니아주 | 442           |
| 애들레이 스티븐슨 일리노이주 | 민주당       | 27,375,090 | 44.33%     | 89            | 존 스파크맨 앨라배마주   | 89            |
| 빈센트 헐리넌 캘리포니아     | 진보당       | 140,746    | 0.23%      | 0             | 샬롯 베스 뉴욕           | 0             |
| 스튜어트 햄블런 텍사스주     | 금주당       | 73,412     | 0.12%      | 0             | 이녹 홀트윅 일리노이     | 0             |
| 에릭 해스 뉴욕               | 사회노동당   | 30,406     | 0.05%      | 0             | 스티븐 에머리 뉴욕       | 0             |
| 달링턴 후프스 펜실베이니아   | 미국 사회당  | 20,203     | 0.03%      | 0             | 새뮤얼 프라이드먼 뉴욕   | 0             |
| 더글라스 맥아더 아칸소주     | 입헌당       | 17,205     | 0.03%      | 0             | 해리 비드 버지니아주     | 0             |
| 패럴 돕스 미네소타주         | 사회노동자당 | 10,312     | 0.02%      | 0             | 미라 웨이스 캘리포니아주 | 0             |
| 기타                         | -            | 9,039      | 0.02%      | 0             | -                        | 0             |
| 합계                         | 합계         | 61,751,942 |            | 531           | -                        | 531           |
| 선출필요수                   | 선출필요수   | 선출필요수 | 선출필요수 | 266           | -                        | 266           |

## 같이 보기
- 1952년 미국 하원의원 선거
- 1952년 미국 상원의원 선거
- 미국의 역사 (1945년~1964년)